# فيل كلارك
فيل كلارك (بالإنجليزية: Phil Clark)‏ هو لاعب كرة قاعدة أمريكي، ولد في 3 أكتوبر 1932 في ألباني في الولايات المتحدة، وتوفي في 14 سبتمبر 2018.

## وصلات خارجية
- فيل كلارك على موقعبيزبول رفرنس.كوم (الدوري الرئيسي) (الإنجليزية)
- فيل كلارك على موقعبيزبول رفرنس.كوم (الدوري الثانوي) (الإنجليزية)